# Yuliya Khitraya
Yuliya Piatrouna Khitraya (em bielorrusso:  Юлія Пятроўна Хітрая; Baranavichy, 11 de setembro de 1989) é uma nadadora bielorrussa.

## Carreira

### Rio 2016
Khitraya competiu nos 50 m livre feminino nos Jogos Olímpicos de Verão de 2016, sendo eliminada nas eliminatórias.